# Chilodes nigristriata
Chilodes nigristriata là một loài bướm đêm trong họ Noctuidae.